# 14. Feld-Division
14. Feld-Division foi uma divisão de campo da Luftwaffe que prestou serviço durante a Segunda Guerra Mundial, combatendo com a Heer.

## Comandantes
- Günther Lohmann, 24 de Dezembro de 1942 - 1 de Novembro de 1943[2]